# Bernardo Blanco y Pérez
Bernardo Blanco y Pérez (1828-1876) fue un litógrafo, ilustrador y pintor español.

## Biografía

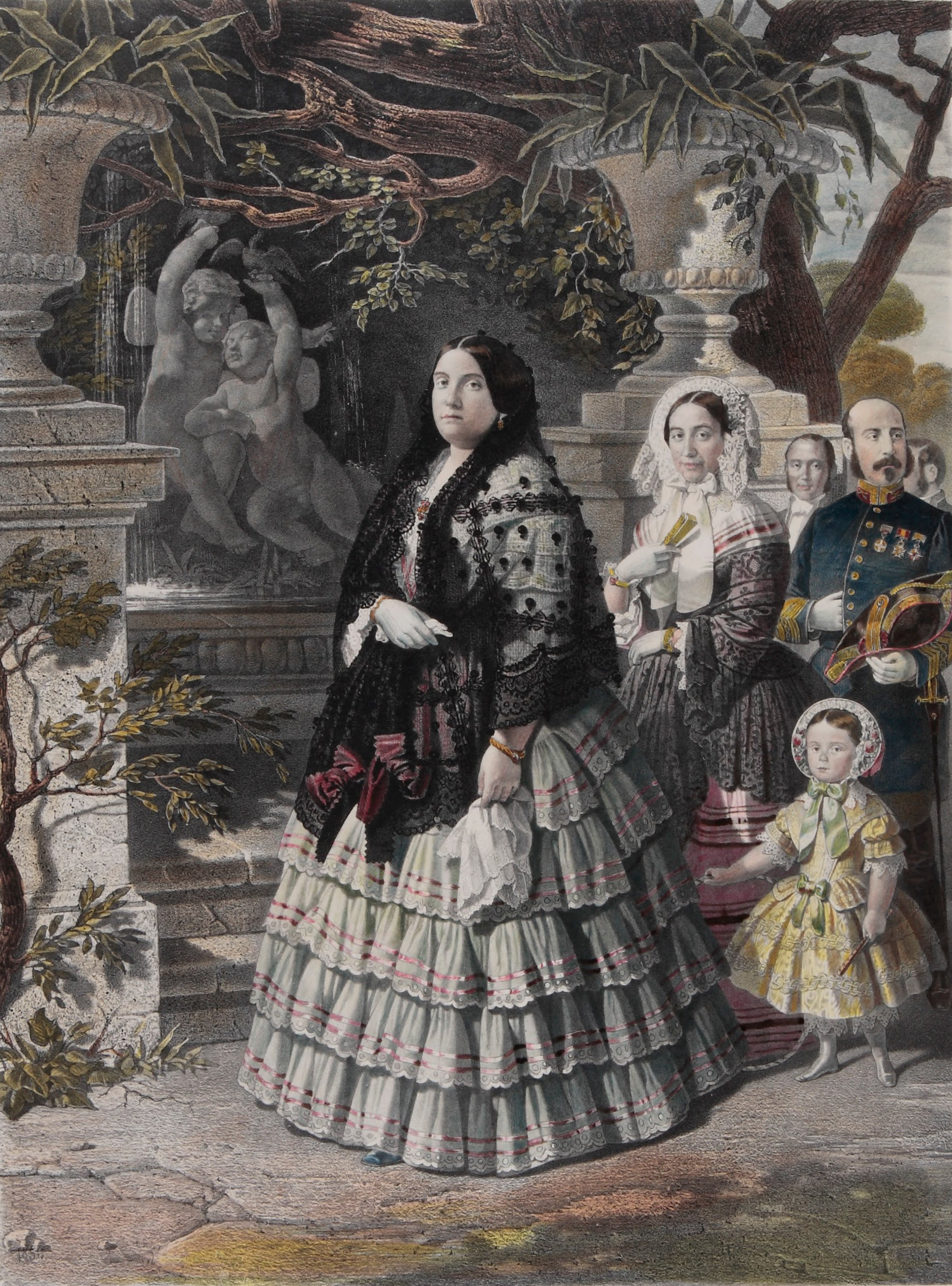
Litografía de Isabel II (c. 1856)

Nacido en Madrid en  1828, fue discípulo de la Real Academia de San Fernando, en cuya exposición pública de 1849 presentó su primer cuadro representando a Job en el muladar hablando con sus amigos, la única obra de pintura que le recuerda Manuel Ossorio y Bernard.
Dedicado con mayor profusión al dibujo y la litografía, fue autor de láminas para obras como Blason de España, Reyes contemporáneos, El Pabellón español, Estado Mayor del ejército, Historia del Monasterio del Caballero de Gracia, Iconografía española de Valentín Carderera, retrato del Sr. Arzobispo de Santiago de Enrique Pérez Escrich, de varios monarcas para el Calendario de la elegancia, La Sacra familia, copia de Rubens, para Las joyas de la pintura, un Episodio de la guerra de África o la Despedida del General O'Donnell de SS. MM. al tiempo de partir para la guerra de África, además de para El Museo Universal, entre otros periódicos. En septiembre de 1866 fue nombrado, por oposición, profesor de Dibujo de figura del Instituto de segunda enseñanza de Guadalajara. Falleció en 1876.